# 孫景燿
孫景燿，字允芳，號毓華，山東兖州府濟寧州人，明朝政治人物，同進士出身。

## 生平
治易经，行一，己亥年十月二十四日生。天啟元年辛酉科乡试第二名，二年（1622年）登壬戌科進士，大理寺观政，三年十月授廣宗縣知縣，調魏縣，尋以謫去。補上林丞，升南工部營繕司主事，遷郎中，監寶源局。以病免歸。

## 家族
曾祖孙继先。祖孙性之，庠生。父孙震宇，庠生，母刘氏，继母刘氏。娶何氏，继娶叶氏。弟景燦、景烨、景炜、景焯。子如珩、如璉。